# Bechloul
Bechloul là một đô thị thuộc tỉnh Bouira, Algérie. Dân số thời điểm năm 2002 là 10.403 người.